# Herbersdorf (Niederer Fläming)
Herbersdorf ist ein Ortsteil der Gemeinde Niederer Fläming im Landkreis Teltow-Fläming in Brandenburg. Bis zum 26. Oktober 2003 war Herbersdorf eine eigenständige Gemeinde.

## Geografie
Herbersdorf liegt südwestlich des Gemeindezentrums. Nordwestlich befindet sich der Ortsteil Wiepersdorf, nordöstlich Hohenseefeld, östlich Ihlow, südöstlich Mehlsdorf sowie im Süden Rinow und Meinsdorf im Südosten. Durch die Gemarkung führt im südlichen Bereich die Landstraße 713 von Südwesten kommend in nordöstlicher Richtung durch den Ort und verbindet ihn mit der Bundesstraße 102. Die Wohnbebauung erstreckt sich im Wesentlichen auf den nordöstlichen Teil nördlich der Landstraße 713. Der südliche Teil wird landwirtschaftlich genutzt; westlich liegt das Ländchen Bärwalde. Der Ihlower Graben fließt von Süden kommend in nordöstlicher Richtung am Ort vorbei.

## Geschichte

### 14. und 15. Jahrhundert

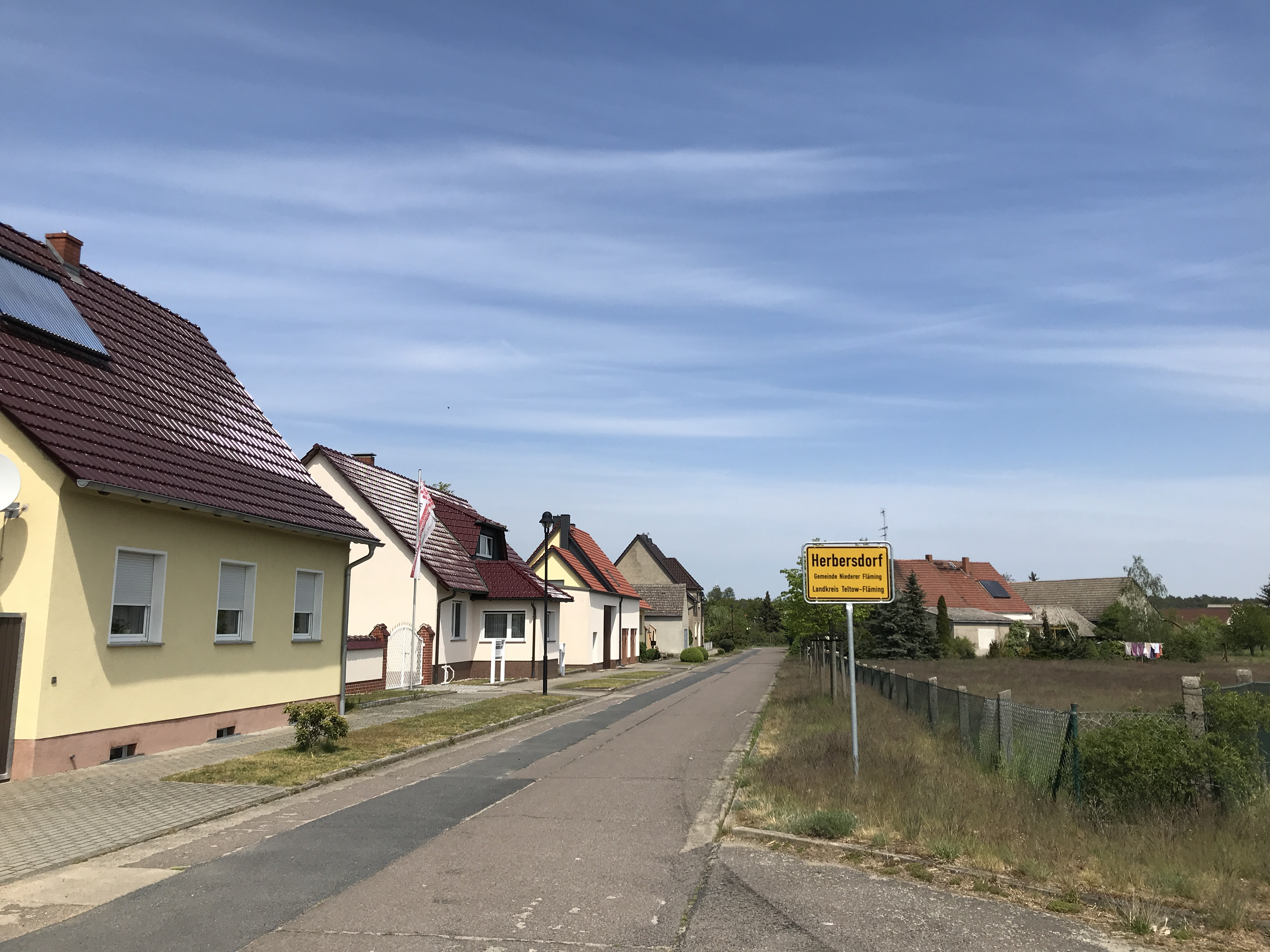
Südlicher Ortseingang

Das schmale Sackgassendorf wurde 1337 erstmals im Besitz eines Jacobus de Heberstorp erwähnt, der in Treuenbrietzen erschien. Das Dorf gehörte bis 1367 dem Kurfürsten von Brandenburg und kam im genannten Jahr in den Besitz des Königs von Böhmen, war allerdings von 1399 bis nach 1401 im Pfandbesitz der Markgrafen von Meißen. Von 1411 bis 1451 gehörte es den Herzögen von Schlesien-Glogau; in der Zeit bis 1451 eventuell jedoch nur als Pfandbesitz. Den möglichen Pfandbesitz übernahm 1451 der Kurfürst von Brandenburg. Gesichert ist der Besitz jedoch erst ab 1462. Das Dorf wurde in dieser Zeit verlehnt. Vor 1452 bis 1666 besaß die Familie von Leipzig das Dorf mit Ober- und Untergerichtsbarkeit. Es erschien in dieser Zeit mit den Schreibweisen Hermestorff (1452) und
Herbersdorff/Charpna (1579). Der Pfarrer kam im Jahr 1541 nicht mehr als 13 Scheffel Scheffelkorn. Die Einwohner zahlten 1580 insgesamt 44 Rheinische Gulden (fl) 12 Groschen (gr) an Land- und Giebelschoß.

### 16. Jahrhundert
Im Jahr 1600 erhielt der Pfarrer 12 1⁄2 Scheffel Korn. Eine Statistik aus dem Jahr 1624 führte insgesamt 13 Hufner, einen Kossäten, einen Hirten und einen Laufschmied auf. Erstmals wurde auch die Größe des Dorfes mit 30 Hufen angegeben. Hiervon war ein Hof mit fünf Hufe von den von Leipzigern von Abgaben freigestellt worden. Im Jahr 1652 lebten im dorffe Herwerstorff noch drei Hufner und ein Kossät; in Summe vier Personen als Folge des Dreißigjährigen Krieges. Das Dorf wurde daraufhin im Jahr 1666 geteilt: Die von Leipziger hielten zwei Teile des Dorfes sowie die Gerichtsbarkeit. Sieben Einwohner, darunter auch ein Schneider, gingen an die von Stutterheim. Sie besaßen im Jahr 1671 sieben wüste Bauernhufen; zwei weitere waren im Besitz der von Birckholtz. Eine Statistik aus dem Jahr 1679 führt für Herbersdorf zwei Dreihufner, zwei Zweihufner, drei Einhufner, einen Dreihufner (den Schulzen) sowie drei wüste Zweihufnerhöfe der von Leipziger, zwei wüste Zweihufnerhöfe der von Stutterheim sowie zwei Kossätenhöfe auf. Das Dorf bestand aus 26 Hufen und elf wüsten Hufen der beiden adeligen Familien. Im Jahr 1695 wurde das Dorf wiedervereinigt.

### 17. und 18. Jahrhundert
Das Dorf bestand im Jahr 1711 aus zwölf Hufnern, einem Hirten mit Vieh sowie einem paar Häusler auf einer Fläche von 25 Hufen. Im Jahr 1734 fiel Hermstorff oder Herberstorff an die neu entstandene Herrschaft Bärwalde-Wiepersdorf: Der königlich-preußische Generalleutnant Gottfried Emanuel von Einsiedel erwarb verschiedene Anteile des Leipzigker Besitzes und vereinigte die Dörfer Bärwalde, Weißen, Rinow, Herbersdorf, Kossin, Meinsdorf und Wiepersdorf. Er übernahmen sechs Bauern, vier Kossäten, zwei Büdner und mittlerweile eine Schenke. Nach seinem Tod 1745 übernahm seine Tochter Sofia Dorothea die Dörfer. Herbersdorf bestand zu dieser Zeit aus sieben Bauern und vier Kossäten. Von dort kam es an die Familie von Arnim. Sie ließen 1748 ein Vorwerk errichten, in dem 16 Ochsen, 30 Kühe und Geltevieh und 38 Schafe gehalten wurden. Im Dorf lebten im Jahr 1756 sieben Bauern, vier Kossäten und sechs Häusler. Bis 1772 war das Dorf auf elf Bauern und Halbbauern sowie drei Kossäten und Büdner angewachsen. Eine Statistik aus dem Jahr 1791 zählte sieben Bauern, vier Kossäten, sechs Büdner, sieben Häusler oder Einsiedler sowie einen Verwalter; es gab 18 Feuerstellen (=Haushalte).

### 19. Jahrhundert
In Dorf und Gut lebten im Jahr 1801 der Lehnschulze, sechs Ganzbauern, vier Ganzkossäten, zwei Büdner und sieben Einlieger. Es gab einen Krug, 25 Bauernhufen sowie fünf Lehnhufen und 24 Feuerstellen. Laut Ortschafts-Verzeichniß des Regierungs-Bezirks Potsdam nach der neuesten Kreiseintheilung vom Jahre 1817 hatte Herbersdorf 1817 insgesamt 142 Einwohner. Zwei von ihnen waren Musikanten (1818). Im Rittergut und Dorf standen im Jahr 1837 insgesamt 25 Wohnhäuser. Im Jahr 1858 war das Dorf 1506 Morgen (Mg) groß: 44 Mg Gehöfte, 805 Mg Acker, 148 Mg Wiese, 208 Mg Weide und 301 Mg Wald. Es gab ein öffentliches, 24 Wohn- und 25 Wirtschaftsgebäude. Das Rittergut war 710 Mg groß: 500 Mg Acker, 56 Mg Wiese und 154 Mg Weide; dort standen drei Wohn- und sechs Wirtschaftsgebäude. Im Jahr 1882 gab es den Schulzen, zwei Dreihufner, vier Zweihufner, vier Kossäten, zwölf Büdner sowie sechs Mieter, einen Meier, einen Hirten, einen Schankwirt und zwei Drescher.

### 20. und 21. Jahrhundert
Zur Jahrhundertwende war das Dorf 396,2 Hektar (ha) groß und bestand aus 30 Häuser. Das Gut umfasste 246,2 ha mit drei Häusern. Es wurde 1928 mit dem Dorf vereinigt und Herbersdorf 1931 Landgemeinde mit 642,4 ha. Dort standen 31 Wohnhäuser mit 33 Haushaltungen. Im Jahr 1939 gab es acht land- und forstwirtschaftliche Betriebe mit einer Fläche zwischen 20 und 100 ha. Drei Betriebe waren zwischen 10 und 20 ha groß, neun zwischen 5 und 10 ha sowie weitere neun zwischen 0,5 und 5 ha.
Nach dem Zweiten Weltkrieg wurden 1948 im Rahmen der Bodenreform insgesamt 239,9 ha enteignet: 86,1 ha Acker, 1,5 ha Gärten, 261, ha Wiese und Weide, 118,4 ha Wald, 7,7 ha Wege und Ödland. Fünf landlose Bauern und Landarbeiter erhielten 44,9 ha, weitere 117,5 ha gingen an 17 landarme Bauern. Fünf Umsiedler bekamen 51,9 ha; drei Waldzulage ging an einen Altbauern und 22,6 ha an die Gemeinde. Am 25. Juli 1952 wurde die Gemeinde dem neu gebildeten Kreis Jüterbog im Bezirk Potsdam zugeordnet. Vier Bauern gründeten im Jahr 1959 eine LPG mit 41 ha Fläche, die bis 1960 auf 27 Mitglieder und 261 ha Fläche anwuchs. Sie ging 1971 in eine LPG Typ III über und wurde 1975 an die LPG Typ III Meinsdorf angeschlossen. Im genannten Jahr gab es außerdem eine LPG Typ I mit 10 Mitgliedern und 99 ha Fläche. Im Jahr 1983 bestand in Herbersdorf eine LPG Petkus Sitz Weißen Abteilung Schweineproduktion Herbersdorf.
Nach der Wende lag Herbersdorf im Landkreis Jüterbog in Brandenburg. Nach der Kreisreform in Brandenburg am 6. Dezember 1993 wurde Herbersdorf schließlich dem neu gebildeten Landkreis Teltow-Fläming zugeordnet. Zum 26. Oktober 2003 wurde Herbersdorf als letzte von insgesamt 23 selbstständigen Gemeinden in die Gemeinde Niederer Fläming eingemeindet. Seit dem 1. Januar 2018 gehört die Gemeinde Niederer Fläming dem Amt Dahme/Mark an.

## Bevölkerungsentwicklung
| Einwohnerentwicklung in Herbersdorf von 1756 bis 1981 | Einwohnerentwicklung in Herbersdorf von 1756 bis 1981 | Einwohnerentwicklung in Herbersdorf von 1756 bis 1981 | Einwohnerentwicklung in Herbersdorf von 1756 bis 1981 | Einwohnerentwicklung in Herbersdorf von 1756 bis 1981 | Einwohnerentwicklung in Herbersdorf von 1756 bis 1981 | Einwohnerentwicklung in Herbersdorf von 1756 bis 1981 | Einwohnerentwicklung in Herbersdorf von 1756 bis 1981 | Einwohnerentwicklung in Herbersdorf von 1756 bis 1981 | Einwohnerentwicklung in Herbersdorf von 1756 bis 1981 | Einwohnerentwicklung in Herbersdorf von 1756 bis 1981 | Einwohnerentwicklung in Herbersdorf von 1756 bis 1981 | Einwohnerentwicklung in Herbersdorf von 1756 bis 1981 | Einwohnerentwicklung in Herbersdorf von 1756 bis 1981 | Einwohnerentwicklung in Herbersdorf von 1756 bis 1981 | Einwohnerentwicklung in Herbersdorf von 1756 bis 1981 | Einwohnerentwicklung in Herbersdorf von 1756 bis 1981 | Einwohnerentwicklung in Herbersdorf von 1756 bis 1981 | Einwohnerentwicklung in Herbersdorf von 1756 bis 1981 |
| ----------------------------------------------------- | ----------------------------------------------------- | ----------------------------------------------------- | ----------------------------------------------------- | ----------------------------------------------------- | ----------------------------------------------------- | ----------------------------------------------------- | ----------------------------------------------------- | ----------------------------------------------------- | ----------------------------------------------------- | ----------------------------------------------------- | ----------------------------------------------------- | ----------------------------------------------------- | ----------------------------------------------------- | ----------------------------------------------------- | ----------------------------------------------------- | ----------------------------------------------------- | ----------------------------------------------------- | ----------------------------------------------------- |
| Jahr                                                  | 1756                                                  | 1772                                                  | 1791                                                  | 1801                                                  | 1817                                                  | 1837                                                  | 1858                                                  | 1871                                                  | 1885                                                  | 1895                                                  | 1905                                                  | 1925                                                  | 1939                                                  | 1946                                                  | 1964                                                  | 1971                                                  | 1981                                                  |                                                       |
| Einwohner                                             | 97                                                    | 112                                                   | 120                                                   | 163                                                   | 142                                                   | 166                                                   |                                                       |                                                       |                                                       |                                                       |                                                       | 161                                                   | 148                                                   | 198                                                   | 167                                                   | 162                                                   | 154                                                   |                                                       |
| Dorf                                                  |                                                       |                                                       |                                                       |                                                       |                                                       |                                                       | 157                                                   | 152                                                   | 145                                                   | 146                                                   | 174                                                   |                                                       |                                                       |                                                       |                                                       |                                                       |                                                       |                                                       |
| Gut                                                   |                                                       |                                                       |                                                       |                                                       |                                                       |                                                       | 51                                                    | 42                                                    | 27                                                    | 17                                                    | 7                                                     |                                                       |                                                       |                                                       |                                                       |                                                       |                                                       |                                                       |

## Sehenswürdigkeiten
- Ländchen Bärwalde